# 정병두
정병두(鄭炳斗, 1961년 11월 13일~ )는 대한민국의 법조인이다. 경상남도 하동 출신으로 부산동고를 졸업하고 서울대학교 법대에서 수학하였다. 사법시험 26회에 합격하여 검사로 부임하였다. 대구지검 형사5부장, 부산지검 외사부장, 법무부 송무과장 · 검찰1과장, 서울중앙지검 형사1부장, 대검 범죄정보기획관, 수원지검 1차장, 서울중앙지검 1차장, 춘천지검장, 대검 공판송무부장, 법무부 법무실장, 인천지검장 등을 역임하였다.
2007년 12월 30일 대통령직 인수위원회의 법무, 행정 분과의 전문위원으로 임명되었다. 이는 《황제테니스》 사건의 주임검사로 이 당선자에 대해 무혐의 처분을 내렸던 경력과 맞물려 주목을 받았다.
2009년 1월 서울중앙지검 제1차장검사으로 발령을 받아 근무를 하던 중 용산 참사의 수사를 맡았다.

## 주요 수사 경력
2006년 이해찬 전 국무총리의 소위 '3.1절 골프사건'을 수사하여 무혐의 처분을 내렸다.
2006년 이른바 '황제 테니스' 사건의 주임검사를 맡아 이명박 대통령에게 무혐의 처분을 내렸다.
2009년 정병두는 용산 철거 현장 화재 사건의 수사본부장을 맡아 무표정으로 "(부검)동의서 필요 없습니다"라고 답하는 태도가 PD수첩에서 방송돼 공분을 샀으며, 결국 농성자들 중 5명을 구속기소, 15명을 불구속기소한 반면, 경찰에 책임을 묻기 어렵다는 판단을 내리기도 했다.
또 2009년 6월 18일, 정병두는 미국산 쇠고기의 광우병 우려를 보도한 MBC PD수첩의 조능희, 조일준, 김보슬, 이춘근 PD와 김은희 작가 등 5명을 명예훼손 및 업무방해 혐의로 불구속 기소했고, 검찰에서는 김은희의 이메일을 기자들에게 공개하기도 했다. 정병두는 이에 대해 "악의 또는 공평성 상실 여부를 판단할 때 중요한 근거자료가 된다고 판단했"으며, "김보슬 PD도 나오는데 전부는 아니더라도 일부 제작진과 심정적 공유가 있었던 것 같다"며 PD수첩 제작진 전체가 정치적 의도가 있었다는 암시를 내보였다.

## 경력
- 2014년 3월 ~ 2017년 1월 변호사 정병두 법률사무소
- 2016년 3월 ~ 2022년 3월 (주)LG유플러스 사외이사
- (주)LG유플러스 내부거래위원회 위원장
- (주)LG유플러스 사외이사후보추천위원회 위원
- (주)LG유플러스 ESG위원회 위원
- 2017년 1월 ~ 2017년 9월 법무법인 지우 변호사
- 2017년 9월 ~ 2019년 3월 법무법인 진 대표변호사
- 2019년 3월 ~ 김&장 법률사무소 변호사
- 2020년 3월 현대그린푸드 사외이사
- 현대그린푸드 내부거래위원회 위원장
- 현대그린푸드 사외이사후보추천위원회 위원장
- 현대그린푸드 감사위원회 위원